# Lalo Calello
Leandro "Lalo" Calello (Buenos Aires, Argentina, 20 de noviembre de 1978) es un compositor y productor de música original para medios audiovisuales argentino. 
Fundador de la banda de rock progresivo Illutia.
Ganador del Ojo Iberoamérica y Lápiz de Oro en publicidad.

## Reseña biográfica
Lalo nació en el barrio de Flores, Capital Federal y a temprana edad mostró su particular interés por la música. Sus principales influencias son músicos como John Wetton, Greg Lake, Mike Oldfield, Steve Hackett, Chris Squire, Tony Banks, Charly García, Pedro Aznar, entre otros.
Comenzada la década del 90' hizo contacto con su amigo Giuseppe Puopolo (Memphis La Blusera) con quien compartió experiencia y un acercamiento directo al rock nacional. Luego comenzó sus estudio en la Berklee Argentina, donde afianzó sus conocimientos, junto a docentes como Juan "Pollo" Raffo o Jorge Minissale entre otros.
Durante ese tiempo y hasta hoy trabaja como sesionista en bajo, guitarras, mandolina y voces para proyectos de distintos géneros en el ámbito nacional. (El Faro, MacManus, Leyla Goi, entre otros)
En 2009 fundó Studio Khatru una productora musical que cuenta con distintos colaboradores, desarrollando música original para proyectos audiovisuales, entre ellos: cine, publicidad y dirección musical para teatro.
En 2010 de la mano del premiado director creativo Lulo Calio se adentra en la composición y producción musical para publicidad trabajando con directores como Juan Pablo Zaramella y Gonzalo Calzada, entre otros.
En 2011 es convocado por el productor Daniel Arias para dirigir musicalmente la obra teatral "Sofia" y el proyecto "Merlina Historias de Circo".
En el ámbito del teatro ha trabajo en dirección musical para artistas como Susana Hornos, Julia Calvo, Eloísa Tarruella compartiendo junto con grandes como Federico Luppi y Horacio Peña. En 2012 forma Illutia (banda de Rock Progresivo) junto a Marcelo Chipont y en 2020 editan el álbum “Un Sitio Sin Lugar” con la colaboración de Leandro Ejarque y el baterista Matías Sablich con muy buena crítica internacional y dos postulaciones para los premios Gardel.
Es invitado por el productor Gabriel Lancioni a dar charlas en la Universidad del Cine junto al cineasta Gonzalo Calzada sobre producción musical en medios audiovisuales.
En 2018 graba guitarras acústicas junto Celeste Carballo en la nueva versión de "Querido Coronel Pringles" para una publicidad de Fargo.
En 2021 edita su primer álbum solista “The South Sides Of The Woods” en homenaje a grandes canciones del Rock Progresivo con una mirada más acústica y folk, acompañado de grandes invitados como Patricio Villarejo y Juan "Pollo" Raffo, entre otros.
Los trabajos de Calello están presentes en países como Argentina, México, Uruguay, Chile, Perú, Colombia, Estados Unidos y España, en donde ha recibido nominaciones y premios.  

Tapa del álbum con Illutia "Un Sitio Sin Lugar" 2020. Arte de tapa Javier Lourenco

## Discografía

### Con Illutia
- Un Sitio Sin Lugar (2020)

### Solista
- The South Side Of The Woods (2022)

### Productor/ técnico
- Álbum: Aromas de tango (2023) - Facundo Quiroga
- Single: Tonada del viejo Amor (2023) - Patricio Villarejo, Peteco Carabajal

## Cine/ Cortometrajes
- Arbolito
- Riendas de libertad – (Rumania)
- Simple (Serie TV, nominada al Martín Fierro de Cable 2015 como “Mejor Ficción en Internet”, Federico Bezenzette)

## Cortos publicitarios
- Oreo Cuento con Israel Adrián Caetano
- Jack Daniels con Vando Villamil
- Eucerin “El reflejo de tu piel” con Sebastián Borensztein

Tapa del álbum "The South Sides Of The Woods" 2022Arte de tapa Javier Lourenco/ Lalo Calello/
Foto: María Laura Biestro

## Publicidad (en TV, Radio y Cine)
- +Visión
- Burger King (México)
- Citric
- Bumeran.com
- Eucerin
- Dia
- Holcim (México)
- Jeep (Brasil)
- Oreo (Uruguay, Paraguay, España, USA)
- Jack Daniels (Latam)
- DOT
- Fargo (con Celeste Carballo)
- Nivea
- Inmuebles24 (México)
- Adecoagro
- ZonaProp
- Presidencia de la Nación Argentina.
- Tita y Rodhesia
- Quatro Toronja (Colombia)
- Staples
- Tia Rosa
- Pepitos (con Juan Pablo Zaramella)
- SENASA
- Altos de Tinogasta – Bodegas Veralma

## Teatro
- Sofia el musical (Yazmin Mie)
- Conquistadoras (Julia Calvo, Susana Hornos)
- Almost a widow (Susana Hornos, Federico Luppi) – España y USA
- Almacenados (David Desola, Susana Hornos)
- Eterno otoño (Carlos Alberto Laporta)
- Secretos (Raquel Diana, Marcelo Beltran Simo)

## Premios y nominaciones
| Año  | Trabajo nominado               | Premio                      | Categoría                                       | Resultado   |
| ---- | ------------------------------ | --------------------------- | ----------------------------------------------- | ----------- |
| 2012 | +Vision                        | Ojo de Iberoamerica - Plata | Mejor publicidad, rubro servicios               | Ganador     |
| 2013 | El cielo de las oficinas       | Lápiz de Oro - Oro          | Mejor publicidad, rubro banda sonora            | Ganador     |
| 2013 | Sofia "El musical"             | Premios Hugo                | Mejor musical                                   | Nominación  |
| 2015 | Simple (serie TV)              | Martín Fierro de Cable      | Mejor Ficción en Internet (Federico Bezenzette) | Nominación  |
| 2021 | Álbum “Un sitio sin lugar”     | Premios Gardel              | Mejor banda de Rock                             | Postulación |
| 2021 | Álbum “Un sitio sin lugar”     | Premios Gardel              | Mejor arte de tapa (Javier Lourenco)            | Postulación |
| 2023 | Álbum “Aromas de Tango”        | Premios Gardel              | Mejor álbum artista de Tango                    | Postulación |
| 2023 | Single "Tonada del viejo Amor" | Premios Gardel              | Mejor canción de Folklore/ Mejor colaboración   | Postulación |